# Metynnis
Metynnis ist eine Gattung relativ hochrückiger, scheibenartiger Salmler. Der deutsche Name Scheibensalmler greift diese charakteristische Körperform auf. Die Gattung ist in Südamerika vom Orinoco bis zum Río de la Plata verbreitet. Die Gattung fehlt im Einzugsgebiet des Rio Magdalena und in Ostbrasilien, südlich des Rio Sao Fancisco. Es handelt sich um Süßwasserfische mit hauptsächlich herbivorer Ernährungsweise.

## Merkmale
Der Körperbau aller Metynnis-Arten ist durch Hochrückigkeit und eine seitlich stark zusammengedrückte Form charakterisiert. Fische der Gattung Metynnis erreichen eine Größe von 12 bis 16 cm Standardlänge.
Gattungcharakteristisch die lange, relativ flache Fettflosse, die eine leichte Abgrenzung von den Gattungen Myleus und Myloplus ermöglicht. Weiterhin ist die Gattung durch das Vorhandensein eines Prädorsalstachels charakterisiert, der am lebenden Tier jedoch nicht sichtbar ist. Ferner sind bei Metynnis-Arten die für die Unterfamilie der Sägesalmler typischen Abdominalzähne auch vor den Ventralen (Brustflosse) angeordnet.
Die Grundfärbung der Metynnis-Arten ist silbrig. Bei verschiedenen Arten können Streifenzeichnungen (z. B. Metynnis hypsauchen) oder dunkle Flecken auftreten (Metynnis lippincottianus, Metynnis maculatus). Vereinzelt sind auch charakteristische farbige Humeralflecke anzutreffen (Metynnis mola). Die Intensität dieser Zeichnungsmuster ist zum Teil stimmungsabhängig.
Die Geschlechterunterscheidung kann anhand der Afterflosse erfolgen. Männchen haben vorn ausgebuchtete oder stärker verlängerte Analflossen, bei Weibchen sind diese dagegen eher gerade.

## Aquaristik
Metynnis-Arten sind gewandte Schwimmer, die in Gruppen von 6 oder mehr Tieren gehalten werden sollten.
Der aquaristisch bekannteste Scheibensalmler ist der Dickkopfscheibensalmler (Metynnis altidorsalis; in älterer Literatur Metynnis schreitmuelleri oder Metynnis hypsauchen). Da es sich um Pflanzenfresser handelt, kann von einer Bepflanzung des Aquariums abgesehen werden; einzelne Pflanzenarten bleiben jedoch unter Umständen von den Tieren unbehelligt.
Erfolgreiche Nachzuchten sind für Metynnis altidorsalis und Metynnis maculatus belegt.

## Arten
- Metynnis altidorsalis – Ahl, 1923
- Metynnis argenteus –  	Ahl, 1923
- Metynnis cuiaba –  	Pavanelli, Ota & Petry, 2009
- Metynnis fasciatus –  	Ahl, 1931
- Metynnis guaporensis –  Eigenmann, 1915
- Metynnis hypsauchen –  (Müller & Troschel, 1844)
- Metynnis lippincottianus –  (Cope, 1870)
- Metynnis longipinnis –  Zarske & Géry, 2008
- Metynnis luna –  Cope, 1878
- Metynnis maculatus –  Kner, 1858
- Metynnis melanogrammus – Ota et al., 2016
- Metynnis mola –  Eigenmann & Kennedy, 1903
- Metynnis orinocensis –  (Steindachner, 1908)
- Metynnis otuquensis –  Ahl, 1923
- Metynnis polystictus –  Zarske & Géry, 2008